# Lucie Jarkovská
Lucie Jarkovská (* 29. září 1978 Broumov) je česká socioložka zaměřující se na problematiku genderu.

## Život
Lucie Jarkovská se narodila v Broumově dne 29. září 1978. V roce 2001 vystudovala bakalářský obor sociologie – sociální politika a v roce 2003 navazující magisterský obor sociologie na Fakultě sociálních studií Masarykovy univerzity. Poté pokračovala v doktorském studiu sociologie, které úspěšně dokončila v roce 2010. Je jednou ze zakladatelek oboru Genderová studia na Fakultě sociálních studií Masarykovy univerzity. V letech 2015–2017 byla odbornou asistentkou na katedře sociologie Fakulty sociálních studií Masarykovy univerzity. Od roku 2017 působí na Institutu výzkumu inkluzivního vzdělávání Pedagogické fakultě Masarykovy univerzity. V roce 2022 začala působit v Národním institutu pro výzkum socioekonomických dopadů nemocí a systémových rizik – SYRI. Založila feministický magazín FEMA. Je stand-up komičkou v rámci Dua docentky. Jako Duo docentky spolu s Kateřinou Liškovou vydaly v roce 2023 knihu Feministkou snadno a rychle. Příručka argumentů pro debaty s rodinou a přáteli, která se stala Knihou roku 2023 v anketě Deníku N.

## Publikace
- JARKOVSKÁ, Lucie a Kateřina LIŠKOVÁ. Feministkou snadno a rychle: Příručka argumentů pro debaty s rodinou a přáteli. Praha: Universum, 2023. 232 s. ISBN 978-80-242-8740-9.
- GRŮZOVÁ, Lucie, Lucie JARKOVSKÁ, Martina KAMPICHLER a Katarína SLEZÁKOVÁ. Svět pro děti do tří let. Vhledy do současné podoby rané výchovy a péče v ČR. 1. vyd. Brno: MUNI Press, 2022. 212 s. ISBN 978-80-280-0206-0. doi:10.5817/CZ.MUNI.M280-0207-2022.
- JARKOVSKÁ, Lucie, Martina KAMPICHLER a Katarína SLEZÁKOVÁ. Diverzifikace předškolního vzdělávání v ČR. Brno: MUNI Press, 2020. 90 s. ISBN 978-80-210-9624-0. doi:10.5817/CZ.MUNI.M210-9625-2020.
- FUTOVÁ, Gabriela, Lucie JARKOVSKÁ, Monika KAPRÁLIKOVÁ, Monika KOMPANÍKOVÁ, Hana KRUTÍLKOVÁ, Klára KUBÍČKOVÁ, Kamila MUSILOVÁ, Veronika ŠIKOLOVÁ a Zuzana ŠTELBASKÁ. Kapky na Kameni. 50 příběhů českých a slovenských rebelek. Praha: Albatros, 2019.
- JARKOVSKÁ, Lucie, Kateřina LIŠKOVÁ, Jana OBROVSKÁ a Adéla SOURALOVÁ. Etnická rozmanitost ve škole. Stejnost v různosti. 1. vyd. Praha: Portál, 2015. 256 s. ISBN 978-80-262-0792-4.
- JARKOVSKÁ, Lucie. Gender před tabulí: Etnografický výzkum genderové reprodukce v každodennosti školní třídy. Praha: Sociologické nakladatelství, 2013. 250 s. Edice Studie. ISBN 978-80-7419-119-0.
- JARKOVSKÁ, Lucie, Kateřina LIŠKOVÁ a Iva ŠMÍDOVÁ. S genderem na trh. Rozhodování o dalším vzdělání patnáctiletých. první. Praha - Brno: SLON, 2010. 220 s. Edice studie, sv. 65. ISBN 978-80-7419-030-8.